# Світло (кінофестиваль)

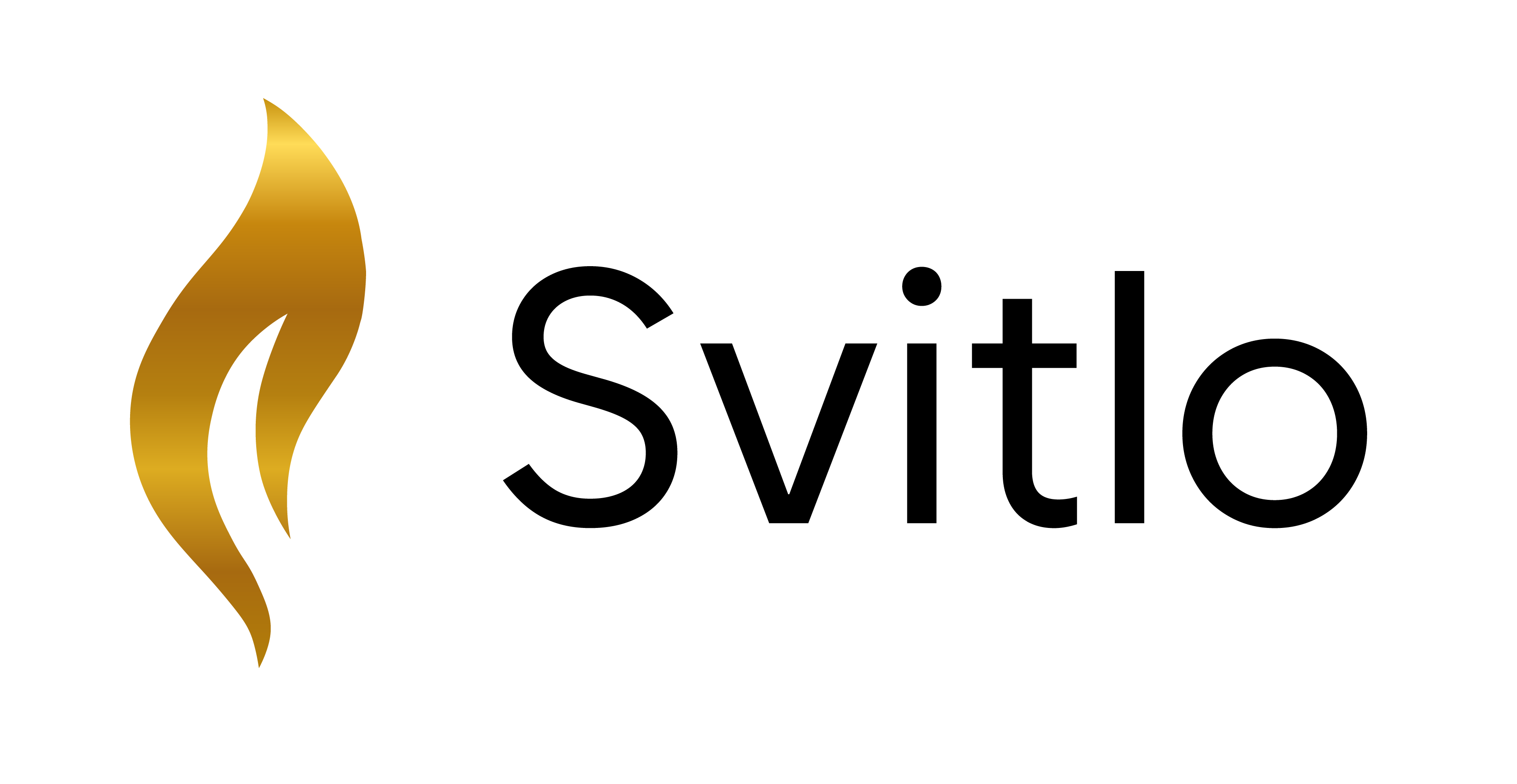
Кінофестиваль «Світло»

Кінофестиваль «Світло»

Кінофестиваль «Svitlo» — платформа для об'єднання та підтримки митців з усього світу, які створюють контент на соціально-важливу тематику.
Особлива увага приділяється популяризації українського кіно.
Традиційно організатори кінофестивалю відзначають та нагороджують митців, які зробили значний внесок в український кінематограф.
Фестиваль було засновано в 2013 році Всеукраїнською громадською організацією «Спілка християнських письменників України».
Подія проводиться у відомих, історичних кінозалах Києва: Будинок кіно, Кінопанорама, Національний центр «Український Дім». За роки існування було проведено 5 кінофестивалів, які інформаційно підтримувалися Міністерством культури України, Київською міською державною адміністрацією, Державним агентством України з питань кіно.

## Фестивальна програма
Програма складається з таких номінацій:
Повнометражний фільм
- Документальний
- Ігровий
- Анімація

Короткометражний фільм
- Документальний
- Ігровий
- Анімація

Соціальний ролик

## Учасники фестивалю
У фестивалі брали участь близько 20 країн світу, серед них Німеччина, США, Нідерланди, Ізраїль, Швеція, Італія, Іспанія, Норвегія, Франція та інші.
Кінофестиваль співпрацює з Національною спілкою кінематографістів України, зарубіжними та вітчизняними кіностудіями, продакшенами, профільними навчальними закладами; об'єднує досвідчених та молодих кінематографістів, відкриває нові імена та є майданчиком для обміну досвідом.

## Журі
До складу журі входять народні артисти, лауреати Шевченківської премії, публічні особистості, фахівці у галузі кіно.

## Напрямки діяльності

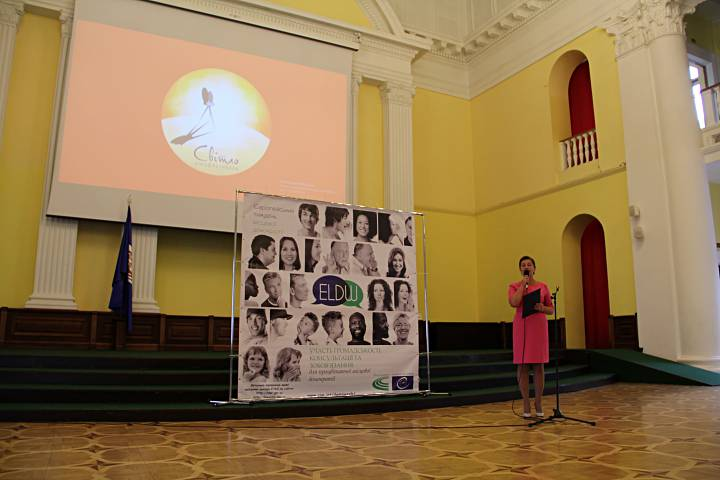
Показ фільмів в колонній залі Київської міської державної адміністрації

Кінофестиваль «Svitlo» має низку проєктів: «Світле кіно мандрує бібліотеками», «Світле кіно оселилося в місті» та «Світле кіно мандрує країною». Протягом року організатори демонструють найкращі стрічки у різних куточках країни.
Загалом у рамках проєкту було проведено 200+ показів із залученням 10 000+ глядачів.
Благодійність є важливим аспектом діяльності кінофестивалю. На заходи запрошуються військові та члени їх родин, волонтери, багатодітні сім'ї, внутрішньо переміщені особи, діти-сироти.

## Досягнення

Отримання нагороди «ТОП-100» від КМДА

У 2017 році фестиваль посів 1-е місце у відборі успішних практик реалізації громадських ініціатив та був нагороджений почесною грамотою Київського міського голови.
У 2021 році «Світле кіно оселилося в місті» увійшов у ТОП-100 кращих проєктів столиці України.

## Перелік переможців

### 2013 рік
В 2013 році в Будинку кіно пройшов перший Кінофестиваль «Svitlo».
Гран-прі та диплом за внесок у духовність і культуру України отримав фільм «Владика Андрей».
Президент кінофестивалю і голова Спілки християнських письменників України Костянтин Андрійович Шаповалов вручив Олесеві Янчуку (режисер і автор сценарію) і Михайлу Шаєвичу (автор сценарію) ордена «Знак Пошани»
Ігровий короткометражний фільм
«Як Спаситель в гості ходив». Режисер: Віталій Любецький. Студія в ім'я святого Іоанна Воїна.
Документальний короткометражний фільм
«Довіра». Режисер: Сергій Шараєвський. Студія «Правда Pro». Україна.
Музичний кліп
«Прости». Режисер: Віктор Завальнюк. Студія «JC Media». Україна.
Соціальний ролик
«Цінуй життя». Режисер: Роман Гураль. Студія «Спогад». Україна.

### 2014 рік[9]
У 2014 році багато фільмів програми були пов'язані з розпочатою війною (АТО).
На покази запрошувалися військовослужбовці, організації, які займаються допомогою переселенцям («КримSOS», «ДонбасSOS»), сім'ям воїнів АТО («Люди допомагають людям»), людям похилого віку («Інститут третього віку»), молодіжні організації («Студреспубліка»), дитячі будинки («Україна без сиріт»), працівники закладів культури.
Оргкомітетом Кінофестивалю «Svitlo» було відзначено фільм-відкриття — ігрова повнометражна стрічка «Трубач» як перший сімейний мюзикл незалежної України. Режисер: Анатолій Матешко. Кінокомпанія «Укркіно».
Ігровий короткометражний фільм
«Тримай удар». Режисер: Анна Дем'яненко. Студія: Demia Films, Twonames production, Future projects, Національна кіностудія ім. О. Довженка. Україна.
Документальний короткометражний фільм
«Всупереч. На два фронти». Режисер: Ірина Мороз. Студія: «34 канал». Україна.
Анімація
«Про жадібність пташки». Режисер: Ліза Безручко. Україна.
Музичний кліп
«Vidirvani — художник». Режисер: Сергій Погребняк. Студія «Живяком». Україна.
Документальний повнометражний фільм «Якщо любиш …» режисера Людмили Калдарій (Україна) відзначено Дипломом II Kінофестивалю «Svitlo» за правдивість донесення соціально важливої теми.
Спеціальний приз журі за активну громадянську позицію та патріотизм в кіно отримав ігровий короткометражний фільм «Перший день». Режисер: Святослав Федоров, Назарій Шпільчак. Студія: «Terra Pictures». Україна.
Нагородою II Kінофестивалю «Svitlo» за значний внесок в український кінематограф були відзначені:
• Римма Зюбіна — актриса театру і кіно, телеведуча;
• Віктор Андрієнко — актор, телеведучий, сценарист, режисер, продюсер;
• Віктор Шкурін — режисер-документаліст, Народний артист України, Лауреат Державної премії України ім. Т. Г. Шевченка.

### 2016 рік[10]
Фільмом-відкриття стала стрічка «Іван Сила» — перший дитячий, сімейний фільм незалежної України, презентований Віктором Андрієнком, режисером фільму.
Цього року вперше окрім професійного журі в залі працювало глядацьке журі, яке теж визначило свого переможця. Ним став документальний короткометражний фільм «Брат за брата» режисера Руслана Ганущака.
Гран-прі
Ігровий короткометражний фільм «Кордон Віри». Режисер: Оксана Войтенко. Україна.
Ігровий короткометражний фільм
«Висока гора». Режисер: Володимир Бакум. Україна
Документальний короткометражний фільм
«Брат за брата». Режисер: Руслан Ганущак. Україна.
Анімація
«Допоможіть». Режисер: Махназ Яздані. Іран.
Музичний кліп
«Я відчуваю Тебе». Режисер: Тарас Химич. Україна.
Соціальний ролик
«Він заплатив». Режисер Юлія Мироненко. Україна.

### 2018 рік[11]
Гран — прі
Ігровий короткометражний фільм «Ґолден Лав». Режисер: Павло Остріков. Україна.
гровий повнометражний фільм
«Все буде добре». Режисер: Тоня Ноябрьова. Україна.
Документальний короткометражний фільм
«Дума про сина». Режисер: В'ячеслав Бігун. Україна.
Анімація
«Freedom». Режисер: Мірсіа Бобіна, Вадим Тіганас. Румунія.
Музичний кліп
«Мамо, не вбивай». Режисер: Ross Lane. Україна.
Соціальний ролик
«Perfection». Режисер: Рікардо ді Герланд. Італія.
Приз глядацького журі
Ігровий короткометражний фільм «Ґолден Лав». Режисер: Павло Остріков. Україна.

### 2019 рік[12][13]
Гран — прі
Ігровий короткометражний фільм «Урок». Режисер: Михайло Іллєнко. Проєкт: «Дивись українське!». Україна.
Ігровий короткометражний фільм
«На своїй землі». Режисер: Олександр Кирієнко. Проєкт: «Дивись українське!». Україна.
Документальний короткометражний фільм
«Добрі кекси». Режисер: Юлія Вакуліна. Україна.
Анімація
«Як розвеселити Самотність». Режисер: Степан Коваль. Студія: Novator film. Україна.
Соціальний ролик
«Дякую». Режисер: Максим Люков Проєкт: «Дивись українське!». Україна.
Приз глядацького журі
Ігровий короткометражний фільм «Чоловік». Режисер: Оксана Артеменко. Проєкт: «Дивись українське!». Україна.

### 2025 рік
Проведення VI Кінофестивалю «Svitlo» планувалося на літо 2022 року на Співочому полі у Києві. У зв'язку з повномасштабною війною фестиваль призупинив роботу. Оргкомітет відновив свою діяльність у 2024 році та запланував провести VI Кінофестиваль «Svitlo» в Національному центрі «Український Дім» з 14 по 16 вересня 2025 року.